# サッカー大韓民国代表
サッカー大韓民国代表（サッカーだいかんみんこくだいひょう、朝: 대한민국 축구 국가대표팀）は、大韓サッカー協会（KFA）によって構成される大韓民国（韓国）のサッカーのナショナルチームである。アジアサッカー連盟（AFC）および東アジアサッカー連盟（EAFF）所属。

## 概要
チームカラーは赤で、愛称は協会のシンボルである虎にちなんだ「アジアの虎」아시아의 호랑이 （アシアエ・ホランイ）、あるいは韓国国旗の別名「太極旗（テグッキ、태극기）」に由来する「太極戦士（テグッ・ジョンサ、태극전사）」である。また代表サポーターは「Red Devils」という愛称で呼ばれ、正式にこの集団は「붉은악마（プルグンアンマ：赤い悪魔）」と命名された。
FIFAワールドカップ出場11回はアジア地区で最多である。なお、韓国代表のユニフォームは1996年からは大手スポーツメーカーのナイキが手掛けている。

### テコンサッカー
サッカー大韓民国代表は、「相手との接触をまったく恐れない肉弾戦」、「ラフプレーとは紙一重の荒々しいタックル」などで知られ、格闘技のテコンドーを踏まえ「テコンドーサッカー」ないし「テコンサッカー」と称されることもある。激しいプレースタイルは、1986年と1990年のワールドカップに代表として出場した曺敏國が「VARもある今のサッカー界で、同じことをやったらきっと全員退場だ」と冗談を言うほどである。
このような荒々しいプレースタイルは、女子代表にも通じるものとされる。

## 歴史

### 20世紀
FIFAワールドカップには、当時の李承晩大統領が日本代表選手の韓国入国を拒否したため2試合とも日本で行われた1954年スイス大会アジア予選に1勝1分で勝利し初出場を果たした。ただ、スイスまでの移動に列車と船で日本を経由、さらにはエールフランス機からアメリカ合衆国空軍機まで乗り継ぎ1週間を要した上、試合開始十数時間前に到着するという悪条件で本大会に臨むことになった。当時「マジック・マジャール」と呼ばれ3年間で32試合無敗を誇っていたハンガリーと初戦を戦うことになり、FIFAワールドカップ史上最悪記録となる0-9の大差で大敗。続くトルコとの試合でも0-7で敗れた。AFCアジアカップでは第1回大会（1956年）、第2回大会（1960年）と連覇を果たした経験があるが、それ以降は今日に至るまで優勝から遠ざかっている。韓国のメディアは、「アジアカップ・ジンクス」という言葉を用いるなどアジアカップへの苦手意識を持っている。準優勝は4回。
2度目の出場は1986 FIFAワールドカップ（32年ぶり）であり、1次リーグでアルゼンチン、イタリアに敗れたもののブルガリアに引き分けて初の「勝点1」を獲得した。
初めての連続出場となった1990 FIFAワールドカップではグループリーグ3連敗を喫した。1994 FIFAワールドカップではスペイン相手に2点ビハインドを背負ってからドローに持ち込み、ドイツ戦では0-3の敗北濃厚ムードの中2点を返すなど健闘を見せたが、2分1敗で決勝トーナメント進出にあと1歩届かず。アジア最終予選首位チームとして臨んだ1998 FIFAワールドカップでは1分2敗でいずれもグループリーグで敗退した。

### 21世紀

#### 2000年代
2002 FIFAワールドカップではオランダ人のフース・ヒディンクが監督を務め、初戦のポーランド戦に2-0で勝利した（W杯初勝利）。2戦目のアメリカ戦では前半、アメリカに先制されるが78分に安貞桓が同点ゴールを決め、1-1の引き分けにもつれ込んだ。最終戦のポルトガル戦では70分、朴智星がゴールを決めて1-0で勝利を収め、グループリーグを2勝1分の首位で突破した。決勝トーナメント1回戦では強豪イタリアと対戦、延長戦の末に安貞恒のゴールデンゴールでこれを下し、続く2回戦はスペインと対戦してPK戦の末に破った。アジア勢として初めてのベスト4に進出するも、準決勝は強豪のドイツの前に惜敗を喫した。3位決定戦でもトルコに敗れたものの、過去最高の4位となった。ところがイタリア戦、スペイン戦では誤審が取り沙汰され、特に当事者のイタリア、スペインにおいては韓国に対する一種の陰謀論も起こった。当時の主審は後にテレビ番組内で誤審だったと認めている。FIFAはこの件を調査し、不正はないという結論を出している（詳細については、2002 FIFAワールドカップの項目を参照されたい。）。この大会で韓国は、チームとしては大会に参加したチームの中で最もファンを魅了したとされるチームに贈られるエンターテイニングチーム賞を受賞し、個人では洪明甫と柳想鐵がオールスターチームの先発メンバーに選出された。なお、洪明甫が大会最優秀選手を決める記者投票でオリバー・カーン、ロナウドに次いで3位となり、ブロンズボールを受賞した。
中国で開催されたAFCアジアカップ2004は、準々決勝でイランのアリ・カリミにハットトリックを決められるなど3-4と競り負け、2大会ぶりにベスト8敗退に終わった。
2006 FIFAワールドカップでは初戦のトーゴ戦に2-1で逆転勝利し、自国大会以外でのワールドカップ初勝利を挙げた。2戦目のフランス戦では先制されるも、後半で同点に追い付き何とか引き分けに持ち込んだ。しかし、最終戦のスイス戦ではスイスの堅守を崩すことができず0-2で敗れた。フランスとスイスが無敗だったため、1勝1分1敗の3位に終わりグループリーグでの敗退が決まった。
AFCアジアカップ2007では、1次リーグでバーレーンに敗れる不覚をとるも、1勝1分1敗でサウジアラビアに次いで2位通過。決勝トーナメントでは準決勝でイラクにPK戦で敗退しベスト4が確定。3位決定戦では日本相手に数的不利に陥るも耐え忍んでPK戦に持ち込み、その末勝利して3位となった。

#### 2010年代
2010 FIFAワールドカップでは初戦のギリシャ戦に2-0で快勝し韓国人監督（許丁茂）でのワールドカップ初勝利を挙げた。しかし2戦目のアルゼンチン戦ではゴンサロ・イグアインにハットトリックを決められるなど相手の攻撃に耐えられず、1-4と完敗した。最終戦のナイジェリア戦では一時は逆転しながら追いつかれるも相手の猛攻に耐えきり2-2で引き分け、1勝1分1敗でグループリーグB組を2位で通過して自国大会以外で初の決勝トーナメント進出を勝ち取った。その決勝トーナメント1回戦ではウルグアイと対戦した。前半8分にルイス・スアレスから先制ゴールを決められるも、68分にイ・チョンヨンのゴールで同点に追いついた。だが、80分に先制ゴールを奪ったスアレスにも勝ち越しのゴールを決められてしまい1-2で敗れ、ベスト16で敗退した。
AFCアジアカップ2011は、準決勝で日本にPK戦で敗退した。エースの朴智星を欠いて臨んだウズベキスタンとの3位決定戦では3-2と接戦の末、勝利して2大会連続の3位となり、次回大会の予選免除を勝ち取った。なお、同大会でフェアプレー賞を受賞している。
2014 FIFAワールドカップではアジア最終予選で苦しみ、3位ウズベキスタンを得失点差で1上回っての出場権獲得と間一髪だった。本大会ではグループHに入り、初戦のロシア戦ではイ・グノのゴールで先制するも追いつかれ1-1で引き分け、2戦目のアルジェリア戦では前半だけで3失点を喫したが50分にはソン・フンミンのゴールで1点を返すと、62分にはさらに突き放され72分にク・ジャチョルのゴールで1点を返した。が、反撃も及ばず前半だけで3失点を喫したことが重く響き、2-4で敗れた。3戦目のベルギー戦にも0-1で敗れ、1分2敗の成績で4大会ぶりに1勝もできずにグループリーグ敗退が決まった。
AFCアジアカップ2015では、グループリーグで開催国のオーストラリアを破る快進撃で首位通過。決勝トーナメントでもウズベキスタン、イラクを圧倒して1988年大会以来の決勝進出を決めた。しかし決勝まで進んできたオーストラリアに敗れ、55年ぶりの悲願は果たせず準優勝に終わった。
2018 FIFAワールドカップではグループFに入り、初戦のスウェーデンに0-1、2戦目のメキシコに1-2と連敗を喫した。なお、メキシコ戦では大会最多ファウル数を記録し話題になった。自力でのグループリーグ突破が不可能となった最終戦のドイツ戦ではGKチョ・ヒョヌの再三の好セーブなどで後半アディショナルタイムまで0-0の状態から、93分にキム・ヨングォンのゴールが一旦オフサイドと判定されるもVARにより判定が覆り先制する。なお、勝たなければグループリーグ敗退が決まるドイツがパワープレイに出た96分には韓国陣内にいたドイツのGKマヌエル・ノイアーからボールを奪い前線にフィード、追いついたソン・フンミンが無人のゴールに蹴り込み2-0としそのまま試合終了。これで1勝2敗・勝ち点3となったが、スウェーデン、メキシコが共に勝ち点6で3戦目を終えたためグループF3位に終わり、2大会連続でグループリーグ敗退となった。

#### 2020年代
2022 FIFAワールドカップではグループHに入り、ポルトガル、ガーナ、ウルグアイと同じ組に入った。初戦のウルグアイ戦では攻め合いの展開となったものの、決め手を欠き0-0で引き分けて勝点1を獲得。だが、2戦目のガーナ戦では前半に2失点を喫し後半にチョ・ギュソンの2ゴールで追いつくも、直後にモハメド・クドゥスのゴールで勝ち越しを許して2-3で敗れた（試合終了後にはパウロ・ベント監督にレッドカードが提示されるトラブルが発生した。）。勝利以外ではグループリーグ敗退が決定する最終戦のポルトガル戦では、前半5分にリカルド・オルタのゴールで先制を許す苦しい展開となったものの前半27分、CKからキム・ヨングォンの2大会連続ゴールで同点にもつれ込んだ。後半は選手交代をしながら勝ち越しゴールを狙い続け、後半アディショナルタイムにはソン・フンミンのカウンターからファン・ヒチャンが勝ち越しゴールを決め、終了間際の大逆転劇で見事な逆転勝利を収めた。一方、韓国が勝利以外ならグループリーグ突破が決まっていたウルグアイはガーナに2-0で勝利したが、韓国とウルグアイで勝ち点と得失点差で並んだが総得点でウルグアイを2点上回った韓国がグループH・2位に入り、2010年南アフリカ大会以来3度目の決勝トーナメント進出を決めた。迎えた決勝トーナメント1回戦では優勝候補のブラジルと対戦、76分にペク・スンホのゴールで1点を返したがこの試合で復帰したネイマールにPKを決められるなど前半だけで4失点を喫したことが重く響き、1-4で敗れベスト16で敗退した。大会終了後、ベント監督の退任が発表された。
AFCアジアカップ2023は、準決勝でヨルダンに0-2で敗れ、2大会ぶりの決勝進出はならなかった。

### EAFF E-1サッカー選手権
EAFF E-1サッカー選手権の優勝は5回であり、2025年大会終了時点の最多記録である。
EAFF E-1サッカー選手権2017は、初戦の中国戦は前半に9分に韋世豪に先制ゴールを奪われ、キム・シヌクとイ・ジェイクのゴールで前半のうちに逆転したが、76分に于大宝に失点を献上して2-2のドロー。第2戦の北朝鮮戦は、64分のオウンゴールで1-0と競り勝ち2連勝。勝利すれば逆転優勝という状況で挑んだ最終戦の日本戦は前半3分にPKで先に失点したが、キム・シヌクの2ゴール、チョン・ウヨンの直接フリーキック、ヨム・ギフンの3人の活躍で4-1と快勝。日本を逆転し大会2連覇を達成した。
EAFF E-1サッカー選手権2019は、初戦の香港戦はファン・インボムとナ・サンホのゴールで2-0と勝利し大会3連覇へ幸先の良いスタートを切った。第2戦の中国戦は13分にキム・ミンジェが先制ゴールを決めて前半を1点リードで折り返すも後半は追加点を奪えなかったが、1-0で逃げ切り2連勝。優勝するには勝利しかないという状況で挑んだ最終戦の日本戦は開始からゲームを支配する流れで前半28分にファン・インボムがミドルシュートを決め先制点を奪う。後半は前半より日本にチャンスを作られる場面が多くなるも最後まで逃げ切り1-0で勝利。日本を逆転し大会3連覇を達成した（この大会では史上初となる開催国優勝という快挙も成し遂げられた）。
EAFF E-1サッカー選手権2022は、初戦の中国戦はオウンゴールで先制するとその後もクォン・チャンフン、チョ・ギュソンのゴールで3-0で勝利。続く香港戦も同じく3-0で勝利し、1位で2位日本との優勝決定戦となる第3戦に臨んだ。負け以外で優勝という状況で前半を0-0で折り返したが、49分に失点するとその後も64分・72分と立て続けに失点し、0-3で敗戦。日本に逆転され2位に終わり、大会4連覇を逃した。
EAFF E-1サッカー選手権2025は、初戦の中国戦はイ・ドンギョンのゴールで先制するとその後もチュ・ミンギュ、キム・ジュソンのゴールで3-0で勝利。続く香港戦もカン・サンユン、イ・ホジェのゴールで2-0で勝利し、2連勝ながら得失点差で日本を下回って2位で1位日本との優勝決定戦となる第3戦に挑んだ。優勝するには勝利するしかないという状況で開始から韓国がゲームを支配し前半7分にナ・サンホが低く鋭い弾道のシュートを放つが、これが右ポストにはじかれてしまうと直後にジャーメイン良のダイレクトシュートで先制点を奪われてしまう。その後も度重なる決定機を生かせず前半を1点ビハインドで折り返すと後半は前半よりもチャンスを作る場面を増やして同点ゴールを狙うが、それらを大迫敬介のファインセーブなどで決めきれず、最後まで追いつけないまま0-1で敗戦。日本を逆転できず史上初となる日本戦の3連敗と2大会連続の2位で大会を終えた。

## 成績
赤枠は自国開催

### FIFAワールドカップ
| 開催国 / 年 | 成績               | 試       | 勝       | 分       | 負       | 得       | 失       |
| ----------- | ------------------ | -------- | -------- | -------- | -------- | -------- | -------- |
| 1950        | 不参加             | 不参加   | 不参加   | 不参加   | 不参加   | 不参加   | 不参加   |
| 1954        | グループリーグ敗退 | 2        | 0        | 0        | 2        | 0        | 16       |
| 1958        | 不参加             | 不参加   | 不参加   | 不参加   | 不参加   | 不参加   | 不参加   |
| 1962        | 予選敗退           | 予選敗退 | 予選敗退 | 予選敗退 | 予選敗退 | 予選敗退 | 予選敗退 |
| 1966        | 不参加             | 不参加   | 不参加   | 不参加   | 不参加   | 不参加   | 不参加   |
| 1970        | 予選敗退           | 予選敗退 | 予選敗退 | 予選敗退 | 予選敗退 | 予選敗退 | 予選敗退 |
| 1974        | 予選敗退           | 予選敗退 | 予選敗退 | 予選敗退 | 予選敗退 | 予選敗退 | 予選敗退 |
| 1978        | 予選敗退           | 予選敗退 | 予選敗退 | 予選敗退 | 予選敗退 | 予選敗退 | 予選敗退 |
| 1982        | 予選敗退           | 予選敗退 | 予選敗退 | 予選敗退 | 予選敗退 | 予選敗退 | 予選敗退 |
| 1986        | グループリーグ敗退 | 3        | 0        | 1        | 2        | 4        | 7        |
| 1990        | グループリーグ敗退 | 3        | 0        | 0        | 3        | 1        | 6        |
| 1994        | グループリーグ敗退 | 3        | 0        | 2        | 1        | 4        | 5        |
| 1998        | グループリーグ敗退 | 3        | 0        | 1        | 2        | 2        | 9        |
| 2002        | 4位                | 7        | 3        | 2        | 2        | 8        | 6        |
| 2006        | グループリーグ敗退 | 3        | 1        | 1        | 1        | 3        | 4        |
| 2010        | ベスト16           | 4        | 1        | 1        | 2        | 6        | 8        |
| 2014        | グループリーグ敗退 | 3        | 0        | 1        | 2        | 3        | 6        |
| 2018        | グループリーグ敗退 | 3        | 1        | 0        | 2        | 3        | 3        |
| 2022        | ベスト16           | 4        | 1        | 1        | 2        | 5        | 8        |
| 合計        | 出場11回           | 38       | 7        | 10       | 21       | 39       | 78       |

### オリンピック
| 開催国 / 年 | 成績               | 試       | 勝       | 分       | 負       | 得       | 失       |
| ----------- | ------------------ | -------- | -------- | -------- | -------- | -------- | -------- |
| 1948        | ベスト8            | 2        | 1        | 0        | 1        | 5        | 15       |
| 1952        | 不参加             | 不参加   | 不参加   | 不参加   | 不参加   | 不参加   | 不参加   |
| 1956        | 予選敗退           | 予選敗退 | 予選敗退 | 予選敗退 | 予選敗退 | 予選敗退 | 予選敗退 |
| 1960        | 予選敗退           | 予選敗退 | 予選敗退 | 予選敗退 | 予選敗退 | 予選敗退 | 予選敗退 |
| 1964        | グループリーグ敗退 | 3        | 0        | 0        | 3        | 1        | 20       |
| 1968        | 予選敗退           | 予選敗退 | 予選敗退 | 予選敗退 | 予選敗退 | 予選敗退 | 予選敗退 |
| 1972        | 予選敗退           | 予選敗退 | 予選敗退 | 予選敗退 | 予選敗退 | 予選敗退 | 予選敗退 |
| 1976        | 予選敗退           | 予選敗退 | 予選敗退 | 予選敗退 | 予選敗退 | 予選敗退 | 予選敗退 |
| 1980        | 予選敗退           | 予選敗退 | 予選敗退 | 予選敗退 | 予選敗退 | 予選敗退 | 予選敗退 |
| 1984        | 予選敗退           | 予選敗退 | 予選敗退 | 予選敗退 | 予選敗退 | 予選敗退 | 予選敗退 |
| 1988        | グループリーグ敗退 | 3        | 0        | 2        | 1        | 1        | 2        |
| 合計        | 3/11               | 8        | 1        | 2        | 5        | 7        | 37       |

### アジア競技大会
| 開催国 / 年 | 成績               | 試     | 勝     | 分     | 負     | 得     | 失     |
| ----------- | ------------------ | ------ | ------ | ------ | ------ | ------ | ------ |
| 1951        | 不参加             | 不参加 | 不参加 | 不参加 | 不参加 | 不参加 | 不参加 |
| 1954        | 準優勝             | 4      | １     | 2      | １     | 15     | 12     |
| 1958        | 準優勝             | 5      | 4      | 0      | 1      | 15     | 6      |
| 1962        | 準優勝             | 5      | 4      | 0      | 1      | 9      | 5      |
| 1966        | グループリーグ敗退 | 2      | 0      | 0      | 2      | 0      | 4      |
| 1970        | 優勝               | 6      | 3      | 2      | 1      | 5      | 3      |
| 1974        | ベスト8            | 5      | 1      | 1      | 3      | 4      | 10     |
| 1978        | 優勝               | 7      | 6      | 1      | 0      | 15     | 3      |
| 1982        | グループリーグ敗退 | 3      | 1      | 0      | 2      | 4      | 3      |
| 1986        | 優勝               | 6      | 4      | 2      | 0      | 14     | 3      |
| 1990        | 3位                | 6      | 5      | 0      | 1      | 18     | 1      |
| 1994        | 4位                | 6      | 3      | 0      | 3      | 17     | 7      |
| 1998        | ベスト8            | 6      | 4      | 0      | 2      | 12     | 6      |
| 合計        | 12/13              | 61     | 36     | 8      | 17     | 128    | 63     |

### AFCアジアカップ
| 開催国 / 年 | 成績               | 試       | 勝       | 分       | 負       | 得       | 失       |
| ----------- | ------------------ | -------- | -------- | -------- | -------- | -------- | -------- |
| 1956        | 優勝               | 3        | 2        | 1        | 0        | 9        | 6        |
| 1960        | 優勝               | 3        | 3        | 0        | 0        | 9        | 1        |
| 1964        | 3位                | 3        | 1        | 0        | 2        | 2        | 4        |
| 1968        | 予選敗退           | 予選敗退 | 予選敗退 | 予選敗退 | 予選敗退 | 予選敗退 | 予選敗退 |
| 1972        | 準優勝             | 5        | 1        | 2        | 2        | 7        | 6        |
| 1976        | 予選敗退           | 予選敗退 | 予選敗退 | 予選敗退 | 予選敗退 | 予選敗退 | 予選敗退 |
| 1980        | 準優勝             | 6        | 4        | 1        | 1        | 12       | 6        |
| 1984        | グループリーグ敗退 | 4        | 0        | 2        | 2        | 1        | 3        |
| 1988        | 準優勝             | 6        | 5        | 1        | 0        | 11       | 3        |
| 1992        | 予選敗退           | 予選敗退 | 予選敗退 | 予選敗退 | 予選敗退 | 予選敗退 | 予選敗退 |
| 1996        | ベスト8            | 4        | 1        | 1        | 2        | 7        | 11       |
| 2000        | 3位                | 6        | 3        | 1        | 2        | 9        | 6        |
| 2004        | ベスト8            | 4        | 2        | 1        | 1        | 9        | 4        |
| 2007        | 3位                | 6        | 1        | 4        | 1        | 3        | 3        |
| 2011        | 3位                | 6        | 4        | 2        | 0        | 13       | 7        |
| 2015        | 準優勝             | 6        | 5        | 0        | 1        | 8        | 2        |
| 2019        | ベスト8            | 5        | 4        | 0        | 1        | 6        | 2        |
| 2023        | ベスト4            | 6        | 2        | 3        | 1        | 11       | 10       |
| 合計        | 出場15回/優勝2回   | 73       | 38       | 19       | 16       | 117      | 74       |

### ダイナスティカップ
| 開催年 | 結果   | 試合 | 勝利 | 引分 | 敗戦 | 得点 | 失点 |
| ------ | ------ | ---- | ---- | ---- | ---- | ---- | ---- |
| 1990   | 優勝   | 3    | 3    | 0    | 0    | 4    | 0    |
| 1992   | 準優勝 | 3    | 1    | 2    | 0    | 3    | 1    |
| 1995   | 準優勝 | 3    | 1    | 2    | 0    | 4    | 1    |
| 1998   | 3位    | 3    | 2    | 0    | 1    | 4    | 2    |

### EAFF E-1サッカー選手権
| 開催国 / 年 | 結果             | 試合 | 勝利 | 引分 | 敗戦 | 得点 | 失点 |
| ----------- | ---------------- | ---- | ---- | ---- | ---- | ---- | ---- |
| 2003        | 優勝             | 3    | 2    | 1    | 0    | 4    | 1    |
| 2005        | 4位              | 3    | 0    | 2    | 1    | 1    | 2    |
| 2008        | 優勝             | 3    | 1    | 2    | 0    | 5    | 4    |
| 2010        | 準優勝           | 3    | 2    | 0    | 1    | 8    | 4    |
| 2013        | 3位              | 3    | 0    | 2    | 1    | 1    | 2    |
| 2015        | 優勝             | 3    | 1    | 2    | 0    | 3    | 1    |
| 2017        | 優勝             | 3    | 2    | 1    | 0    | 7    | 3    |
| 2019        | 優勝             | 3    | 3    | 0    | 0    | 4    | 0    |
| 2022        | 準優勝           | 3    | 2    | 0    | 1    | 6    | 3    |
| 2025        | 準優勝           | 3    | 2    | 0    | 1    | 5    | 1    |
| 合計        | 出場10回/優勝5回 | 30   | 15   | 10   | 5    | 44   | 21   |

## 歴代監督
出典
| 在任期間                        | 監督名                                    |
| ------------------------------- | ----------------------------------------- |
| 1948年6月                       | 朴廷徽（パク・ジョンヒ）                  |
| 1948年6月 - 同年8月             | 李栄敏（イ・ヨンミン）                    |
| 1948年12月 - 1949年2月          | 李裕灐（イ・ユヒョン）                    |
| 1950年3月 - 1950年4月           | 金和集（キム・ファジプ）                  |
| 1953年4月 - 同年5月             | 金容植（キム・ヨンシク）                  |
| 1954年2月 - 同年5月             | 裴宗鎬（ペ・ジョンホ）                    |
| 1954年5月 - 同年6月             | 金容植（キム・ヨンシク）                  |
| 1956年2月 - 同年6月             | 朱栄光（チュ・ヨングァン）                |
| 1956年8月 - 同年10月            | 金成汗（キム・ソンガン）                  |
| 1958年1月 - 同年3月             | 金圭煥（キム・ギュファン）                |
| 1958年4月 - 同年6月             | 閔丙大（ミン・ビョンデ）                  |
| 1959年7月 - 同年9月             | 鄭南湜（チョン・ナムシク）                |
| 1959年11月 - 同年12月           | 金容植（キム・ヨンシク）                  |
| 1960年2月 - 同年4月             | 閔丙大（ミン・ビョンデ）                  |
| 1960年7月 - 同年9月             | 朱栄光（チュ・ヨングァン）                |
| 1960年9月 - 1961年6月           | 金容植（キム・ヨンシク）                  |
| 1961年9月 - 1962年3月           | 金圭煥（キム・ギュファン）                |
| 1962年5月 - 同年6月             | 閔丙大（ミン・ビョンデ）                  |
| 1962年7月 - 同年10月            | 金圭煥（キム・ギュファン）                |
| 1963年7月 - 同年9月             | 朴奎禎（パク・ギュジョン）                |
| 1963年10月 - 同年12月           | 閔丙大（ミン・ビョンデ）                  |
| 1964年5月 - 同年10月            | 金圭煥（キム・ギュファン）                |
| 1964年5月 - 同年6月             | 朴日甲（パク・イルガプ、Bチームでの指揮） |
| 1965年7月 - 同年8月             | 鄭南湜（チョン・ナムシク）                |
| 1966年7月 - 同年9月             | 韓昌華（ハン・チャンファ）                |
| 1966年9月 - 同年12月            | アン・ジョンス                            |
| 1967年5月 - 同年10月            | 張慶煥（チャン・ギョンファン）            |
| 1967年10月 - 1968年8月          | 朴日甲（パク・イルガプ）                  |
| 1969年9月 - 同年10月            | 金容植（キム・ヨンシク）                  |
| 1969年11月                      | カン・チョンヨン                          |
| 1970年2月13日 - 1971年10月6日   | 韓洪基（ハン・ホンギ）                    |
| 1971年11月                      | 洪徳泳（ホン・ドギョン）                  |
| 1971年12月7日 - 1972年6月15日   | 朴秉奭（パク・ビョンソク）                |
| 1972年6月16日 - 同年12月20日    | 咸興哲（ハム・フンチョル）                |
| 1972年12月21日 - 1973年11月20日 | 閔丙大（ミン・ビョンデ）                  |
| 1973年12月21日 - 同年12月25日   | 文正植（ムン・チョンシク）                |
| 1974年1月31日 - 同年11月17日    | 崔栄根（チェ・ヨングン）                  |
| 1974年11月17日 - 1976年5月13日  | 咸興哲（ハム・フンチョル）                |
| 1976年5月14日 - 同年12月31日    | 文正植（ムン・チョンシク）                |
| 1977年1月1日 - 同年9月16日      | 崔貞敏（チェ・ジョンミン）                |
| 1977年9月17日 - 同年12月18日    | 金正男（キム・ジョンナム、コーチ）        |
| 1978年3月2日 - 1979年3月28日    | 咸興哲（ハム・フンチョル）                |
| 1979年3月29日 - 1980年5月3日    | 張慶煥（チャン・ギョンファン）            |
| 1980年5月3日 - 1982年6月20日    | 金正男（キム・ジョンナム、コーチ）        |
| 1982年6月21日 - 1983年1月28日   | 崔殷澤（チェ・ウンテク）                  |
| 1983年1月29日 - 同年8月22日     | 趙潤玉（チョ・ユノク）                    |
| 1983年8月23日 - 1984年7月2日    | 朴鍾煥（パク・ジョンファン）              |
| 1984年7月3日 - 1985年1月11日    | 文正植（ムン・チョンシク）                |
| 1985年3月19日 - 1986年11月19日  | 金正男（キム・ジョンナム）                |
| 1986年11月20日 - 1988年7月5日   | 朴鍾煥（パク・ジョンファン）              |
| 1988年7月6日 - 同年10月5日      | 金正男（キム・ジョンナム）                |
| 1988年10月6日 - 1990年7月2日    | 李会澤（イ・フェテク）                    |
| 1990年7月3日 - 同年8月8日       | 李次満（イ・チャマン）                    |
| 1990年8月9日 - 同年10月23日     | 朴鍾煥（パク・ジョンファン）              |
| 1991年5月22日 - 同年7月27日     | 高在旭（コ・ジェウク）                    |
| 1992年7月8日 - 1994年7月23日    | 金皓（キム・ホ）                          |
| 1994年7月24日 - 1995年2月26日   | アナトリー・ブイショヴェツ                |
| 1995年4月26日 - 同年7月31日     | 朴鍾煥（パク・ジョンファン）              |
| 1995年8月1日 - 同年8月12日      | 許丁茂（ホ・ジョンム、暫定監督）          |
| 1995年9月16日 - 同年9月30日     | 丁炳卓（チョン・ビョンタク、暫定監督）    |
| 1995年10月20日 - 同年10月30日   | 高在旭（コ・ジェウク、暫定監督）          |
| 1996年2月15日 - 1997年1月7日    | 朴鍾煥（パク・ジョンファン）              |
| 1997年1月8日 - 1998年6月21日    | 車範根（チャ・ボングン）                  |
| 1998年6月22日 - 1998年6月25日   | 金平錫（キム・ピョンソク、暫定監督）      |
| 1998年10月14日 - 2000年11月13日 | 許丁茂（ホ・ジョンム）                    |
| 2000年11月10日 - 同年11月20日   | 朴恒緒（パク・ハンソ、暫定監督）          |
| 2001年1月1日 - 2002年6月30日    | フース・ヒディンク                        |
| 2002年11月18日 - 同年11月20日   | 金鎬坤（キム・ホゴン、暫定監督）          |
| 2003年2月3日 - 2004年4月19日    | ウンベルト・コエリョ                      |
| 2004年4月20日 - 同年6月15日     | 朴成華（パク・ソンファ、暫定監督）        |
| 2004年6月24日 - 2005年8月23日   | ヨー・ボンフレール                        |
| 2005年10月1日 - 2006年6月30日   | ディック・アドフォカート                  |
| 2006年7月1日 - 2007年8月3日     | ピム・ファーベーク                        |
| 2007年12月7日 - 2010年6月30日   | 許丁茂（ホ・ジョンム）                    |
| 2010年7月21日 - 2011年12月8日   | 趙廣來（チョ・グァンレ）                  |
| 2011年12月21日 - 2013年6月19日  | 崔康熙（チェ・ガンヒ）                    |
| 2013年6月26日 - 2014年7月10日   | 洪明甫（ホン・ミョンボ）                  |
| 2014年9月5日 - 同年9月8日       | 申台龍（シン・テヨン、暫定監督）          |
| 2014年9月8日 - 2017年6月15日    | ウリ・シュティーリケ                      |
| 2017年7月4日 - 2018年7月31日    | 申台龍（シン・テヨン）                    |
| 2018年8月17日 - 2022年12月6日   | パウロ・ベント                            |
| 2023年2月27日 - 2024年2月16日   | ユルゲン・クリンスマン                    |
| 2024年2月27日 - 2024年7月29日   | 黄善洪（ファン・ソンホン、暫定監督）      |
| 2024年7月29日 -                 | 洪明甫（ホン・ミョンボ）                  |

## 歴代選手
太字は現役の選手

### GK
- 權純泰（クォン・スンテ）
- 具聖潤（ク・ソンユン）
- 金承奎（キム・スンギュ）
- 李範永（イ・ボムヨン）
- 鄭成龍（チョン・ソンリョン）
- 金鎮鉉（キム・ジンヒョン）
- 趙賢祐（チョ・ヒョヌ）

### DF
- 李栄杓（イ・ヨンピョ）
- 金珍圭（キム・ジンギュ）
- 金民友（キム・ミヌ）
- 宋鐘國（ソン・ジョングク）
- 李正秀（イ・ジョンス）
- 郭泰輝（カク・テヒ）
- 金泳徹（キム・ヨンチョル）
- 金致坤（キム・チゴン）
- 金致佑（キム・チウ）
- 金根煥（キム・クナン）
- 金亨鎰（キム・ヒョンイル）
- 趙容亨（チョ・ヨンヒョン）
- 金東進（キム・ドンジン）
- 曺秉局（チョ・ビョングク）
- 朴原載（パク・ウォンジェ）
- 趙晟桓（チョウ・ソンファン）
- 朴柱昊（パク・チュホ）
- 呉範錫（オ・ボムソク）
- 金昌洙（キム・チャンス）
- 金英權（キム・ヨングォン）
- 黄錫鎬（ファン・ソッコ）
- 張賢秀（チャン・ヒョンス）
- 金珍洙（キム・ジンス）
- 洪正好（ホン・ジョンホ）
- 尹錫榮（ユン・ソギョン）

### MF
- 李浩（イ・ホ）
- 金相植（キム・サンシク）
- 金斗炫（キム・ドゥヒョン）
- 金南一（キム・ナミル）
- 高宗秀（コ・ジョンス）
- 崔成國（チェ・ソングク）
- 崔成勇（チェ・ソンヨン）
- 朴智星（パク・チソン）
- 柳想鐵（ユ・サンチョル）
- 尹晶煥（ユン・ジョンファン）
- 崔孝鎭（チェ・ヒョジン）
- 呉章銀（オ・ジャンウン）
- 金正友（キム・ジョンウ）
- 李青龍（イ・チョンヨン）
- 奇誠庸（キ・ソンヨン）
- 鄭又榮（チョン・ウヨン）
- 金甫炅（キム・ボギョン）
- 尹ビッカラム（ユン・ビッカラム）
- 具滋哲（ク・ジャチョル）
- 韓国栄（ハン・クギョン）
- 李在成（イ・ジェソン）
- 権昶勲（クォン・チャンフン）
- 白昇浩（ペク・スンホ）
- 李康仁（イ・カンイン）

### FW
- 車範根（チャ・ボムグン）
- 許丁茂（ホ・ジョンム）
- 徐正源（ソ・ジョンウォン）
- 黄善洪（ファン・ソンホン）
- 崔龍洙（チェ・ヨンス）
- 李東國（イ・ドングク）
- 車ドゥリ（チャ・ドゥリ）
- 曺宰溱（チョ・ジェジン）
- 朴主永（パク・チュヨン）
- 涂罠逼（ヤン・ミンヒョク）
- 薛琦鉉（ソル・ギヒョン）
- 鄭暻鎬（チョン・ギョンホ）
- 安貞桓（アン・ジョンファン）
- 李天秀（イ・チョンス）
- 曺永哲（チョ・ヨンチョル）
- 安孝錬（アン・ヒョヨン）
- 李根鎬（イ・グノ）
- 孫興慜（ソン・フンミン）
- 南泰煕（ナム・テヒ）
- 池東沅（チ・ドンウォン）
- 石現俊（ソク・ヒョンジュン）
- 黄義助（ファン・ウィジョ）
- 黄喜燦（ファン・ヒチャン）
- 李昇祐（イ・スンウ）

## 歴代記録
| #  | 名前   | 出場 | 得点 | 期間      |
| -- | ------ | ---- | ---- | --------- |
| 1  | 車範根 | 136  | 58   | 1972-1986 |
| 1  | 洪明甫 | 136  | 10   | 1990-2002 |
| 3  | 李雲在 | 133  | 0    | 1994-2010 |
| 4  | 李榮杓 | 127  | 5    | 1999-2011 |
| 5  | 柳想鐵 | 124  | 18   | 1994-2005 |
| 5  | 金鎬坤 | 124  | 5    | 1971-1979 |
| 7  | 孫興慜 | 123  | 44   | 2010-     |
| 8  | 趙榮増 | 113  | 1    | 1975-1986 |
| 9  | 奇誠庸 | 110  | 10   | 2008-2019 |
| 10 | 金英權 | 109  | 7    | 2010-     |

| #  | 名前   | 得点 | 出場 | 期間      |
| -- | ------ | ---- | ---- | --------- |
| 1  | 車範根 | 58   | 136  | 1972-1986 |
| 2  | 黄善洪 | 50   | 103  | 1988-2002 |
| 3  | 孫興慜 | 44   | 123  | 2010-     |
| 4  | 朴利天 | 36   | 89   | 1969-1974 |
| 5  | 金在漢 | 33   | 58   | 1972-1979 |
| 5  | 李同国 | 33   | 105  | 1998-2017 |
| 7  | 許丁茂 | 30   | 103  | 1974-1986 |
| 7  | 崔淳鎬 | 30   | 97   | 1980-1991 |
| 7  | 金度勲 | 30   | 72   | 1994-2003 |
| 10 | 金鎭國 | 27   | 97   | 1972-1977 |
| 10 | 李栄武 | 27   | 85   | 1975-1981 |
| 10 | 崔龍洙 | 27   | 69   | 1995-2003 |